# Bumi Harapan (Teluk Gelam)
Bumi Harapan is een bestuurslaag in het regentschap Ogan Komering Ilir van de provincie Zuid-Sumatra, Indonesië. Bumi Harapan telt 2050 inwoners (volkstelling 2010).